# Synagoge (Hengstfeld)

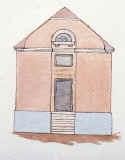
Zeichnung der Synagoge (um 1810)

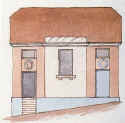
Zeichnung der Synagoge (um 1810)

Die Synagoge in Hengstfeld, einem Ortsteil der Gemeinde Wallhausen im Landkreis Schwäbisch Hall in Baden-Württemberg, wurde 1810/11 errichtet. Die Synagoge stand auf dem Grundstück Hauptstraße 142, das seit Abbruch der Synagoge als Garten genutzt wird.

## Geschichte
Bereits um 1735 wurde ein Betsaal in einem jüdischen Wohnhaus eingerichtet. Ab 1804 wurde der Bau einer Synagoge in Hengstfeld geplant, die schließlich am 8. Februar 1811 feierlich eingeweiht wurde. Zum Bau der Synagoge hatte der Schmiedemeister Johann Michael Mayer der jüdischen Gemeinde Hengstfeld 400 Gulden geliehen. 
Im Jahr 1834 sollte die Synagoge in Hegnstfeld geschlossen werden, da die jüdische Gemeinde Hengstfeld mit der jüdischen Gemeinde Michelbach an der Lücke zusammengelegt werden sollte. Es wurde jedoch von der israelitischen Oberkirchenbehörde der Filialgottesdienst in der Hengstfelder Synagoge genehmigt.  
Da die jüdische Gemeinde Hengstfeld keinen eigenen Vorbeter bezahlen konnte, wurde die Synagoge am 13. Januar 1840 geschlossen. Nun besuchten die Juden in Hengstfeld die Gottesdienste in der Michelbacher Synagoge. 
Erst 1850 konnte eine Wiedereröffnung der Synagoge in Hengstfeld erreicht werden. Das Synagogengebäude wurde 1879 nochmals renoviert.
Nach Wegzug der meisten jüdischen Bewohner aus Hengstfeld wurde die Synagoge vermutlich um 1895 geschlossen und 1905 abgebrochen. 1902 wurde das Inventar der Synagoge verkauft.